# Flagstaff (Nouvelle-Zélande)
Flagstaff est une banlieue de la cité de Hamilton, dans l'Île du Nord de la Nouvelle-Zélande.

## Situation
La ville est située au nord-est de la cité de Hamilton et est limitée à l’est par la ville de Rototuna, au sud-est par celle de Chartwell, au sud par la ville de Queenwood et à l’ouest par Pukete.

## Toponymie
Elle était à l’origine dénommée Dulverton sur le plan du conseil, mais elle fut officiellement nommée Flagstaff en 1986, quand elle fut déclarée banlieue. Le nom de "Flagstaff" vient du mât du drapeau, qui était localisé sur le sommet de la colline à l’extrémité ouest de Sylvester Road en 1870. Un drapeau était en effet dressé par le fermier local, quand un vapeur passait, pour alerter les autorités du port situé à 7 km plus loin au sud.

## Activité économique
Le secteur a été lourdement développé dans les années 1990.
Flagstaff est relié à la banlieue de Pukete par un large pont pédestre de 5 m de large, qui relie une série de chemin situés sur les deux berges du fleuve Waikato. 
La banlieue est desservie par un centre commercial avec un parc pour 50 voitures avec 18 magasins et un hall de gym.